# オーランド・ブルーム
オーランド・ジョナサン・ブランチャード・ブルーム（英: Orlando Jonathan Blanchard Bloom, 1977年1月13日 - ）は、イギリスの俳優。

## 経歴

### 生い立ち
イギリスのイングランド、ケント州カンタベリーに、南アフリカでネルソン・マンデラの運動を支援していたことで有名なハリー・ブルームと、外国語学校を経営するソニア・コンスタンス・ジョゼフィーン（旧姓コープランド）の子として生まれる。オーランド（Orlando）という名前は16世紀のイギリスの作曲家であるオーランド・ギボンズから取られた。他の兄弟には、ギルドホール音楽演劇学校出身の女優である姉のサマンサがいる。
4歳の時に父が亡くなったため、母と後見人となった両親の友人であるコリン・ストーンに育てられた。オーランドは人権運動に携わっていた父ハリーを深く尊敬していたが、後に後見人として養育してくれたストーンが実父であり、ハリーは義父であったことを知った。
少年時代、『スーパーマン』のスーパーマンをクリストファー・リーヴが演じていることを知り、俳優に憧れるようになった。16歳の時にロンドンのナショナル・ユース・シアターに参加し、姉と同じくギルドホール音楽演劇学校に入学して演劇を学んだ。ギルドホール時代は鴻上尚史と1学年違いであったが、ほとんど接点はなかったという。

### キャリア
1997年、ギルドホール在学中に『オスカー・ワイルド』の端役で映画デビューを果たすなど早くから才能を認められ、1999年のギルドホール卒業公演では主演を務め、卒業からわずか2日後に映画『ロード・オブ・ザ・リング』でエルフ族のレゴラス役のオーディションに合格した。2001年、『ロード・オブ・ザ・リング』の商業的成功によって国際的に大ブレイクし、以降の『ロード・オブ・ザ・リング』3部作にもすべて出演している。2002年には『ティーン・ピープル』誌の「25歳以下のホットな25人」に選出された。
2003年の『パイレーツ・オブ・カリビアン/呪われた海賊たち』ではジョニー・デップ、キーラ・ナイトレイと共演し、こちらも人気シリーズとして続編が作られ、自身もシリーズ第4作まで出演している。2005年、『キングダム・オブ・ヘブン』『エリザベスタウン』で初の主役を務めた。
2007年の『パイレーツ・オブ・カリビアン/ワールド・エンド』への出演後、再び舞台演劇に専念したいとの意向を示し、ウエスト・エンドのザ・デュー・オブ・ヨーク・シアターにてブッカー賞作家デヴィッド・ストーリー脚本の1969年の舞台『In Celebration』再演版にスティーヴン役で出演する。2008年にはイギリス映画『17歳の肖像』に出演予定だったが、スケジュールの都合により降板している。
2009年、複数の監督による短編集（オムニバスとは形態が異なる）の映画『ニューヨーク、アイラブユー』のうちの岩井俊二監督の一篇で、クリスティーナ・リッチとともに主演を務めた。2010年はインディペンデント作品2本に出演し、『ストレンジャー』ではコリン・ファースと共演した。2011年には『ヘイヴン 堕ちた楽園』以来の製作を兼ねる『グッド・ドクター 禁断のカルテ』、ポール・W・S・アンダーソン監督の『三銃士/王妃の首飾りとダ・ヴィンチの飛行船』に参加している。
2013年、『ロード・オブ・ザ・リング』の60年前を描く『ホビット』シリーズの第2作『ホビット 竜に奪われた王国』で再びレゴラスを演じる。原作小説には登場しないキャラクターではあるものの、10年ぶりにレゴラスを演じたことはこの上ない喜びだと語っている。
同年、舞台『ロミオとジュリエット』のロミオ役としてコンドーラ・ラシャドと共演し、ブロードウェイデビューを果たした。同作の上演劇場はリチャード・ロジャース・シアターで、2014年にはシアトリカルムービーとして劇場公開された。2017年、2作ぶりに『パイレーツ・オブ・カリビアン』シリーズの最新作『パイレーツ・オブ・カリビアン/最後の海賊』に出演した。

## 私生活

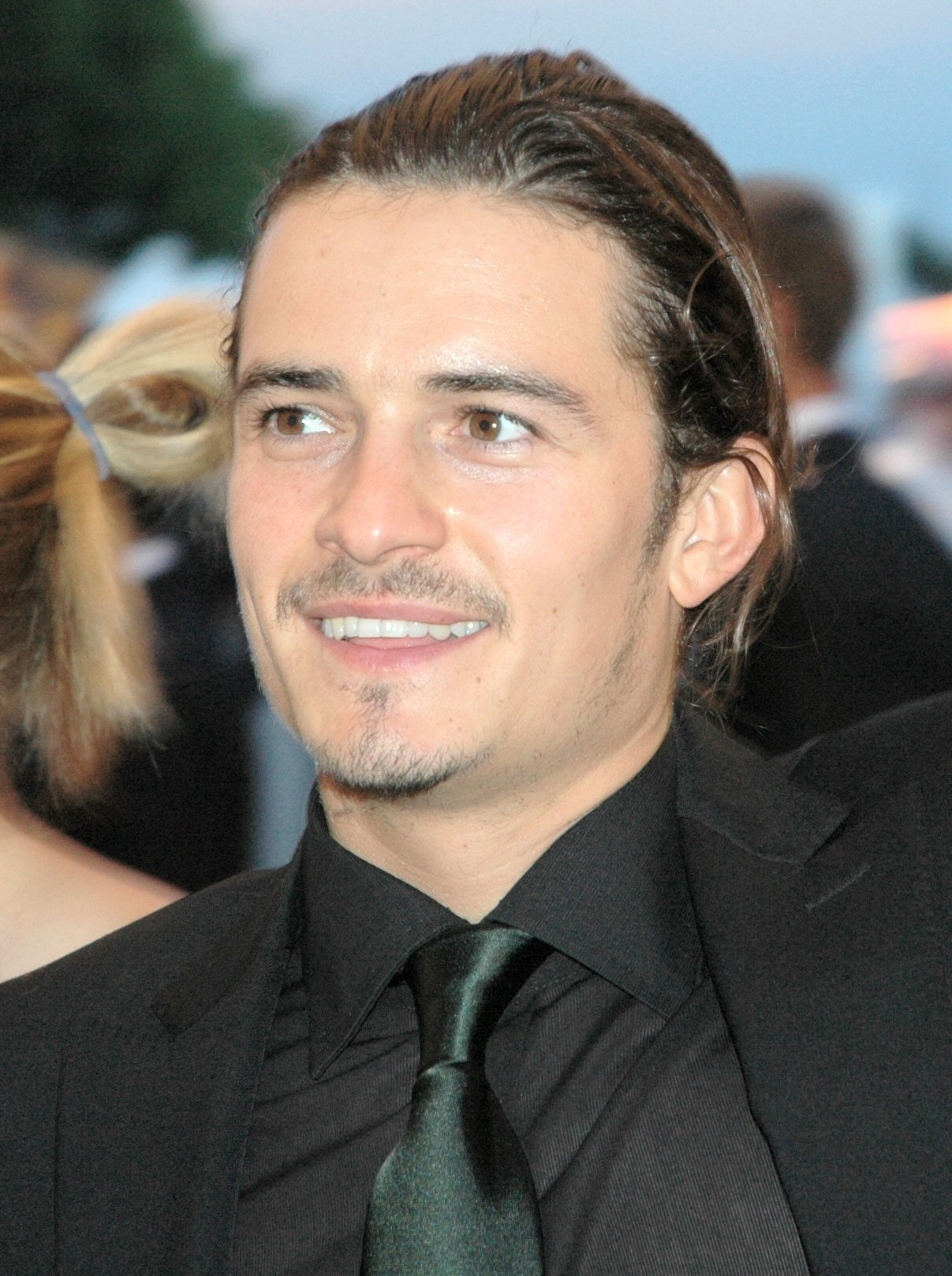
2005年のブルーム

2002年、同じハリウッドで活動するケイト・ボスワースと親しい関係になり、『ロード・オブ・ザ・リング』のプレミア当日にもプライベートで行動を共にしている。2人の恋愛関係は断続的に続いたが、2006年9月までに破局した。
2007年、オーストラリア出身のモデルであるミランダ・カーとの交際が報じられ、2010年6月21日に結婚式を行った。同年7月22日、カーは身内だけで結婚式を行ったことを正式に明らかにし、8月19日には妊娠4ヶ月であることも公表された。2011年1月6日、ロサンゼルスの病院で長男が生まれ、フリン・クリストファー・ブランチャード・コープランド・ブルーム（Flynn Christopher Blanchard Copeland Bloom）と名付けている。2013年10月25日、ブルームの代理人が「過去数か月間、円満な別居状態」であったことを明かし、カーとの離婚を発表した。
2016年、歌手のケイティ・ペリーとの交際を開始する。一度は破局したものの、2018年になってから復縁し、バレンタインデーである2019年2月14日に婚約した。2020年3月5日にペリーが新曲「Never Worn White」のミュージックビデオの中で妊娠を明らかにし、8月26日にはブルームが女の子の誕生を発表した。
2025年6月、血液中のマイクロプラスチックや有害化学物質の除去のためのアフェレーシス療法という最新治療を受けたことを公表した。

## 人物
自分自身の生活を大切にするように心がけていると語っており、現在でもアメリカではなくイングランドのロンドンに生活の場を置いている。『キングダム・オブ・ヘブン』の撮影で訪れたモロッコで雑種犬を拾い、「SIDI」と名付けて自宅で飼っている。
イングランド国教会で育ったものの、幼少期にディスレクシアに悩まされ、聖書の朗読などで改善を試みたという。2010年には、ロックフェラー大学で行われた『The Annual Adam Jeffery Katz Memorial Lecture Series』という学習障害・ADHD（注意欠陥多動障害）の認知を広めるためのレクチャーに登壇し、自身の経験を語っている。現在でも失読症のため台詞を覚えるのが困難であることも明かしている。
2004年、以前から興味を抱いてきた仏教に改宗し、創価学会の国際組織の一つであるイギリスSGIに入会した。その直後、ザ・サンなどのタブロイド紙においてこの話題を興味本位に取り上げられたが、しばらくは改宗について公にすることはなく、2007年になって初めて雑誌「Details」のインタビューで公表した。自身のInstagramでもSGI会長である池田大作の言葉をしばしば引用している。2019年にはアメリカSGIの公式YouTubeチャンネルの動画に出演し、入会の経緯や日蓮仏法の実践などについて語った。2024年にもアメリカSGIの配信コンテンツに出演し、信仰のきっかけや池田との出会いなどを赤裸々に語っている。
環境保護やエコ、子どもの人権などのテーマに強い関心を持ち、環境主義団体「グローバル・グリーン・アメリカ」のボードメンバーとして2000年代から活動している。熱心なエコロジストでもあり、ロンドンの邸宅を改修する際にはリサイクル品などを建材に使用させ、ソーラーパネルで電力を供給する仕組みを整えた。ユニセフの親善大使としては、ネパールを皮切りに様々な国の子どもたちのもとを訪問している。2009年2月12日、オーストラリアで起きた大火災に対するチャリティー「オーストラリアの団結」に参加して多くの義捐金を集めた。
2009年10月12日、国際連合児童基金（UNICEF）親善大使に任命される。2016年4月にウクライナ東部のスラヴャンスクを訪問し、ウクライナ紛争によって子どもたちが教育の危機に晒されている現実を啓発した。2023年3月には再びウクライナを訪問し、キーウ州にある複数の教育支援拠点で子どもたちと交流したほか、ウクライナ大統領のウォロディミル・ゼレンスキーと面会して子どもの権利やウクライナの復興について議論した。
右手首に「nine」のタトゥーを入れているが、これは『ロード・オブ・ザ・リング』出演時の記念として入れたものである。あえて別のタトゥーを注文したジョン・リス＝デイヴィス以外は、他の主要人物の出演者も「nine」というタトゥーを入れているという。これとは別に下腹部に太陽のタトゥーが描かれているが、これは15歳の時に入れたものだと語っている。
これまで多くの怪我や事故を経験しており、左手骨折・頭蓋骨骨折（3回）・鼻骨折・右足骨折・右手首骨折などのため病院に運ばれている。友人宅のテラスに招待された際にはそこから転落し、背骨に大怪我を負っていた。

### その他
- 大のサッカーファンで、プレミアリーグ・マンチェスターユナイテッドのサポーターである。
- 2007年、日本の化粧品メーカーである資生堂「UNO」のテレビCMに出演した。出演料は1000万円だったとされている[要出典]。2008年から放送された「UNO」の新作テレビCMでは栗山千明と共演している。
- 2009年7月13日、窃盗団「Bling Ring」にハリウッドの別荘へ盗みに入られる被害に遭っている。盗み出された被害額は50万ドルに上った[43]。

## 主な出演作品

### 映画
| 公開年 | 邦題 原題                                                                                            | 役名                              | 備考                      | 吹き替え                                        |
| ------ | --- | --------------------------------- | ------------------------- | ----------------------------------------------- |
| 1997   | オスカー・ワイルド Wilde                                                                             | コールボーイ                      |                           | TBA                                             |
| 2001   | ロード・オブ・ザ・リング The Lord of the Rings: The Fellowship of the Ring                           | レゴラス                          |                           | 平川大輔                                        |
| 2001   | ブラックホーク・ダウン Black Hawk Down                                                               | ブラックバーン                    |                           | 川村拓央（ソフト版） 平川大輔（テレビ東京版）   |
| 2002   | ロード・オブ・ザ・リング/二つの塔 The Lord of the Rings: The Two Towers                              | レゴラス                          |                           | 平川大輔                                        |
| 2003   | ケリー・ザ・ギャング Ned Kelly                                                                       | ジョセフ・バーン                  | 日本劇場未公開            | 竹若拓磨                                        |
| 2003   | パイレーツ・オブ・カリビアン/呪われた海賊たち Pirates of the Caribbean: The Curse of the Black Pearl | ウィル・ターナー                  |                           | 平川大輔                                        |
| 2003   | ロード・オブ・ザ・リング/王の帰還 The Lord of the Rings: The Return of the King                      | レゴラス                          |                           | 平川大輔                                        |
| 2004   | チャンピオン 明日へのタイトルマッチ The Calcium Kid                                                  | ジミー・コネリー                  | 日本劇場未公開            | 石母田史朗                                      |
| 2004   | トロイ Troy                                                                                          | パリス                            |                           | 平川大輔                                        |
| 2004   | ヘイヴン 堕ちた楽園 Haven                                                                            | シャイ                            |                           | 平川大輔                                        |
| 2005   | キングダム・オブ・ヘブン Kingdom of Heaven                                                           | バリアン・オブ・イベリン          |                           | 内田夕夜                                        |
| 2005   | エリザベスタウン Elizabethtown                                                                       | ドリュー                          |                           | 平川大輔                                        |
| 2006   | パイレーツ・オブ・カリビアン/デッドマンズ・チェスト Pirates of the Caribbean: Dead Man's Chest       | ウィル・ターナー                  |                           | 平川大輔                                        |
| 2006   | 私の婚活恋愛術 Love and Other Disasters                                                              | ハリウッド俳優                    | 日本劇場未公開 カメオ出演 | TBA                                             |
| 2006   | アルメニア大虐殺 The Armenian Genocide                                                               | Auguste Berneau                   | ドキュメンタリー          |                                                 |
| 2007   | パイレーツ・オブ・カリビアン/ワールド・エンド Pirates of the Caribbean: At Worlds End                | ウィル・ターナー                  |                           | 平川大輔                                        |
| 2007   | Everest: A Climb for Peace                                                                           | ナレーター                        |                           | N/A                                             |
| 2009   | ニューヨーク、アイラブユー New York, I Love You                                                      | デイヴィッド                      |                           | （吹き替え版なし）                              |
| 2010   | シンパシー・フォー・デリシャス Sympathy for Delicious                                                | ステイン                          |                           | TBA                                             |
| 2010   | ストレンジャー Main Street                                                                           | ハリス・パーカー                  | 日本劇場未公開            | （吹き替え版なし）                              |
| 2011   | グッド・ドクター 禁断のカルテ The Good Doctor                                                        | マーティン・E・ブレイク医師       | 兼製作                    | 平川大輔                                        |
| 2011   | 三銃士/王妃の首飾りとダ・ヴィンチの飛行船 The Three Musketeers                                       | バッキンガム公爵                  |                           | 中村悠一（劇場公開版） 平川大輔（テレビ朝日版） |
| 2013   | ケープタウン Zulu                                                                                    | ブライアン・エプキン              |                           | 平川大輔                                        |
| 2013   | ブリングリング The Bling Ring                                                                        | 本人役                            | アーカイブ出演            |                                                 |
| 2013   | ホビット 竜に奪われた王国 The Hobbit: The Desolation of Smaug                                        | レゴラス                          |                           | 平川大輔                                        |
| 2014   | ホビット 決戦のゆくえ The Hobbit: The Battle of the Five Armies                                      | レゴラス                          |                           | 平川大輔                                        |
| 2014   | Romeo and Juliet                                                                                     | ロミオ                            | ブロードウェイ公演映画版  | N/A                                             |
| 2015   | 新しい夫婦の見つけ方 Digging for Fire                                                                | ベン                              | 日本劇場未公開            | 平川大輔                                        |
| 2017   | パイレーツ・オブ・カリビアン/最後の海賊 Pirates of the Caribbean: Dead Men Tell No Tales             | ウィル・ターナー                  | [ 44 ]                    | 平川大輔                                        |
| 2017   | アンロック/陰謀のコード Unlocked                                                                     | ジャック・ オルコット             |                           | 平川大輔                                        |
| 2017   | 復讐の十字架 Romans                                                                                  | マルキー                          |                           | （吹き替え版なし）                              |
| 2017   | スマート・チェイス S.M.A.R.T. Chase                                                                  | ダニー・ストラットン              |                           | 平川大輔                                        |
| 2020   | アウトポスト The Outpost                                                                             | ベンジャミン・D・キーティング大尉 |                           | 細川祥央                                        |
| 2021   | 時間層の中の針 Needle in a Timestack                                                                 | Tommy Hambleton                   |                           | （吹き替え版なし）                              |
| 2023   | グランツーリスモ Gran Turismo                                                                        | ダニー・ムーア                    |                           | 三木眞一郎                                      |
| 2024   | Red Right Hand                                                                                       | Cash                              |                           | N/A                                             |
| 2024   | Peppa's Cinema Party                                                                                 | Mr. Raccoon                       | 声の出演                  | N/A                                             |
| 2024   | The Cut                                                                                              | The Boxer                         |                           | N/A                                             |
| 2025   | ディープ・カバー 〜即興潜入捜査〜 Deep Cover                                                         | マーロン                          |                           | 平川大輔                                        |
| TBA    | Wizards!                                                                                             |                                   |                           |                                                 |
| TBA    | Bucking Fastard                                                                                      | Gareth Mulroney                   |                           |                                                 |

### テレビ
| 放映年    | 邦題 原題                         | 役名                                         | 備考                             | 吹き替え |
| --------- | --------------------------------- | -------------------------------------------- | -------------------------------- | -------- |
| 1994-1996 | Casualty                          | エキストラ                                   | 計3話出演                        | N/A      |
| 2000      | バーナビー警部 Midsomer Murders   | ピーター・ドリンクウォーター                 | 「審判の日」                     |          |
| 2006      | エキストラ:スターに近づけ! Extras | 本人                                         | 計1話出演                        |          |
| 2011      | LA Phil Live                      | Romeo                                        | 「Dudamel Conducts Tchaikovsky」 | N/A      |
| 2016      | easy イージー Easy                | Tom                                          | 「Utopia」                       |          |
| 2017      | Tour de Pharmacy                  | Juju Peppi                                   | 計1話出演                        | N/A      |
| 2019-2023 | カーニバル・ロウ Carnival Row     | ライクロフト・ファイロストレート（ファイロ） | メイン                           | 平川大輔 |

## 受賞歴
| 公開年 | 賞名                         | カテゴリー                                   | 邦題                                          |
| ------ | ---------------------------- | -------------------------------------------- | --------------------------------------------- |
| 2001年 | エンパイア賞                 | best debut                                   | ロード・オブ・ザ・リング/旅の仲間             |
| 2001年 | MTVムービー・アワード        | Best Breakthrough Performance                | ロード・オブ・ザ・リング/旅の仲間             |
| 2005年 | ヨーロッパ映画賞             | Jameson People's Choice Award for Best Actor | キングダム・オブ・ヘブン                      |
| 2007年 | ティーン・チョイス・アワード | Choice Movie: Rumble                         | パイレーツ・オブ・カリビアン/ワールド・エンド |
| 2014年 | MTVムービー・アワード        | Best Fight                                   | ホビット 竜に奪われた王国                     |
| 2015年 | Britannia Awards             | Britannia Humanitarian Award                 |                                               |

## 日本語吹き替え
『ロード・オブ・ザ・リング』以降、大半の作品で平川大輔が専属（フィックス）として声を担当している。
このほかにも、内田夕夜、川村拓央、中村悠一、細川祥央、三木眞一郎なども声を当てている。